# William Nagle
Pour les articles homonymes, voir Nagle.
William Joseph Nagle, né le 9 mai 1885 à Jersey City (New Jersey) et mort le 10 avril 1970 dans la même ville, est un patineur artistique américain des années 1930 et 1940.

## Biographie

### Carrière sportive
William Nagle participe aux compétitions sportives de haut niveau à plus de 40 ans. Il représente son pays aux mondiaux de 1930 à New York à 44 ans et aux Jeux olympiques d'hiver de 1932 à Lake Placid à 46 ans. Son ultime podium est sa troisième place lors des championnats des États-Unis en 1943 à l'âge de 57 ans.
Parallèlement à sa carrière sportive, il était agent de l'American Railway Company.

## Palmarès
| Compétition                                                                              | 1930 | 1931 | 1932 | 1933 | 1934 | 1935 | 1936 | 1937 | 1938 | 1939 | 1940 | 1941 | 1942 | 1943 | 1944 | 1945 |
| Jeux olympiques d'hiver                                                                  |      |      | 11e  |      |      |      |      |      |      |      | JA   |      |      |      | JA   |      |
| Championnats du monde                                                                    | 8e   |      |      |      |      |      |      |      |      |      | CA   | CA   | CA   | CA   | CA   | CA   |
| Championnats d'Amérique du Nord                                                          |      |      |      | 4e   |      |      |      |      |      |      |      |      |      | CA   |      | CA   |
| Championnats des États-Unis                                                              | 4e   | 5e   | 5e   | F    | 6e   | 6e   | 6e   | 3e   | 4e   | 4e   | 5e   | 3e   | F    | 3e   | CA   | CA   |
| Légende : F = Forfait ; JA = Jeux Olympiques d'hiver annulés ; CA = Championnats annulés |      |      |      |      |      |      |      |      |      |      |      |      |      |      |      |      |